# Mathías Pintos
Mathías Rodrigo Pintos Chagas (Montevideo, 26 dicembre 1999) è un calciatore uruguaiano, difensore del Cerrito.

## Caratteristiche tecniche
È un terzino sinistro.

## Carriera

### Club
Cresciuto nel settore giovanile del Liverpool (M), ha esordito il 25 giugno 2017 in occasione del match di campionato perso 2-0 contro il Defensor Sporting.

## Palmarès

### Competizioni nazionali
- Segunda División Profesional de Uruguay: 1

Miramar Misiones: 2023